# 科夫克里克 (北卡羅萊納州)
科夫克里克（英語：Cove Creek）是位於美國北卡羅萊納州沃托加縣的普查規定居民點。

## 人口
根據2020年美國人口普查的數據，科夫克里克的面積為22.13平方千米，當中陸地面積為22.12平方千米，而水域面積為0.01平方千米。當地共有人口1068人，而人口密度為每平方千米48.26人。